# Religione umbra

Con religione umbra intendiamo la religione professata dagli antichi Umbri. Ciò che oggi ne sappiamo deriva essenzialmente dalle Tavole eugubine, il cui testo risale all'inizio del I millennio a.C. e che Giacomo Devoto, di cui a lungo si occupò, letteralmente definisce: 
Sinteticamente, la religione umbra era una religione politeistica, etnica e non salvifica; mostra numerose somiglianze con la religione romana arcaica. Riguardando solo la città di Gubbio, la fonte sarebbe piuttosto limitata, se non fosse che raffronti con altri testi umbri (rarissimi) e non facciano ritenere che tale religione fosse diffusa in tutto il mondo umbro. Le divinità citate nel testo eugubino sono venticinque, ma altre ne troviamo in altri frammenti umbri, come per esempio la Cuprasmatres plestinas, ovvero Cupra, madre degli umbri plestini nelle "lamine di Plestia" e citata come "Cubrar Matrer" anche nella "lamina di Fossato".

## Teologia
Come in tutte le religioni primitive o arcaiche, la parola è essenziale ed è dalla "parola" che si crea la "realtà". Ad esempio nel testo sacro per indicare lo "spazio sacro" si usa la parola uerfale, che sta a significare "consacrato per mezzo della parola", è quindi la parola a creare (in questo caso) lo spazio sacro. La "parola creatrice" è, insieme all'atto, il rito per mezzo del quale si perpetua il mito, anche quando se ne sia perduta la memoria.

## Teonimi
- Çerfo
- Cupra
- Fisio Sancio
- Fulginia
- Hondo
- Horio
- Iupater
- Marte Cyprio
- Puemune
- Supunna (divinità delle acque legata al fiume Topino)
- Torsa
- Vestico
- Vesuna
- Vofione